# عمر سيني
عمر سيني (بالفرنسية: Oumar Sène)‏ هو لاعب كرة قدم سنغالي في مركز الوسط، ولد في 23 أكتوبر 1959 في داكار في السنغال. شارك مع منتخب السنغال لكرة القدم. أما مع النوادي، فقد لعب مع باريس سان جيرمان وستاد لافالوا.

## وصلات خارجية
- عمر سيني على موقع قاعدة بيانات كرة القدم.إي يو (الإنجليزية)
- عمر سيني على موقع ليكيب (الفرنسية)
- عمر سيني على موقع ناشيونال فوتبول تيمز (الإنجليزية)
- عمر سيني على موقع Soccerway.com (الإنجليزية)
- عمر سيني على موقع عالم كرة القدم.نت (الإنجليزية)
- عمر سيني على موقع GSA (الإنجليزية)